# 王快水库
王快水库位于中国河北省保定市曲阳县党城乡，是以防洪、灌溉为主，兼有发电、供水功能的大（一）型水库。灌溉面积102.7万亩。始建于1958年6月，1960年9月完工，1969年续建，2002年开始进行除险加固工程，工期3年。
汛限水位190.0m，汛限库容3.46亿m3。